# Conquista italiana di Cufra
La conquista italiana di Cufra avvenne il 20 gennaio 1931, durante la riconquista della Libia.

## Storia
Nel 1895 Cufra divenne il principale centro dei Senussi e dal quel momento non fu più accessibile ai visitatori europei. I Senussi combatterono l'espansione dei francesi nel Sahara algerino senza successo e successivamente tentarono di ostacolare l'occupazione italiana della Libia.
Gli italiani giunsero a Cufra nel 1931. Alla testa di circa 3 000 fra fanti ed artiglieri, e con l'appoggio aereo di una ventina di bombardieri, fu il generale Rodolfo Graziani ad espugnarla, senza grandi difficoltà.

### L'avanzata su Cufra
Dopo l'occupazione italiana del Fezzan, parecchi tra i capi ribelli erano fuggiti verso l'Algeria o verso la Cirenaica. Specialmente nella regione Taizerbo (a nord-ovest di Cufra) si erano raggruppate mehalle di armati che continuavano ad effettuare razzie nei territori circostanti.
Per colpire questa base di partenza delle razzie dei ribelli, l'aviazione italiana il 31 luglio 1930 eseguì un violento bombardamento della oasi di Taizerbo. Di tale operazione esiste un rapporto da parte del generale Rodolfo Graziani – divenuto vice governatore della Cirenaica - al Ministro delle Colonie. Da esso si apprende che il bombardamento fu effettuato da quattro apparecchi IMAM Ro.1 armati con 24 bombe da 21 chili, 12 bombe da 12 chili e 320 bombe da 2 chili, tutte ad iprite. Graziani riferisce che: “Il bombardamento venne eseguito in fila indiana passando sull'oasi di Giululat e di El Uadi e poscia sulle tende, con risultato visibilmente efficace”
 I Capi, seguiti da loro armati, si spostarono allora nell'oasi di Cufra.

Graziani e Amedeo d'Aosta entrano nell'oasi di Cufra

Il Maresciallo Pietro Badoglio decise pertanto di procedere anche all'occupazione di Cufra (città santa per gli islamici considerata da Graziani "centro di raccolta di tutto il fuoriuscitismo libico"), sempre nel concetto che il territorio coloniale non può ritenersi pacificato finché anche una parte minima di esso sfugga al controllo. Come operazioni preparatorie, vennero compiute ricognizioni dell'itinerario Gialo-Bir Zighen: quest'ultima località distante 400 chilometri da Gialo e 200 da Cufra. La ricognizione principale fu compiuta dal maggiore Orlando Lorenzini con una autocolonna di 32 macchine e 120 uomini, preceduta da una squadriglia di aviazione. Quest'ultima, dopo aver constatato la presenza di pozzi numerosi a Bir Zighen, raggiunse il 26 agosto Cufra, di cui bombardò le località di El Giof e di El Tag; i ribelli furono inseguiti verso il confine con l'Egitto. Lo stesso Graziani parlò di 100 ribelli uccisi, 14 ribelli passati per le armi e 250 fermati tra cui donne e bambini.

### La conquista di Cufra
Dopo una nuova insurrezione, il corpo di spedizione per Cufra del RCTC della Cirenaica venne così costituito:
- Comando spedizione: comandante generale Ronchetti — comandante in 2° S. A. R. il Duca delle Puglie;
- forze aeree (4 Squadriglie) — comandante: ten. colonnello Roberto Lordi; le forze aeree constavano di 20 apparecchi (con il Sottotenente Gerardo Zaccardo), con rifornimento completo per otto giornate di volo, a cento ore giornaliere, e con dotazione di 1 400 bombe di lancio, oltre alle mitragliatrici di bordo.
- forze cammellate — comandante: ten. colonnello Pietro Maletti; comprendevano:
  - il raggruppamento sahariano della Cirenaica, su 2 gruppi, e una sezione artiglieria cammellata (in totale 20 ufficiali, 20 pezzi);
  - un gruppo sahariano della Tripolitania, su 3 plotoni di 100 uomini l'uno;
  - il gruppo di irregolari Mogarba (100 uomini), tutti con 40 giornate di viveri e 8 giornate di acqua.
- mezzi autocarreggiati — comandante: maggiore Lorenzini; comprendevano:
- una squadriglia autoblindomitragliatrici;
- un reparto speciale «Fiat» di 220 autocarri con materiali vari.
- base di Agedabia — comandante: colonnello Marinoni.

Il concorso delle Regio corpo truppe coloniali della Tripolitania venne così stabilito dal Maresciallo Badoglio: 1 gruppo sahariano, 1 squadriglia autoblinde, 1 squadriglia di aviazione.

Attendamento delle autoblindo sul Seir

Il 20 dicembre 1930, la colonna partì da Agedabia verso il suo lontano obiettivo. Le colonne, superando una furiosa tempesta di pioggia e di sabbia di due giornate consecutive, raggiunsero Gialo entro la sera del 1º gennaio 1931. La marcia fu proseguita nei giorni seguenti nella speciale caratteristica formazione a losanga usata nel deserto, con sbalzi successivi delle autocolonne, inoltrandosi sempre più verso il sud e raggiungendo con tutti gli elementi Bir Zighen, previa ricognizione aerea, entro la giornata del 9 gennaio. Il 12 gennaio 1931, il gen. Graziani si trasferì da Bengasi a Bir Zighen con la massa degli apparecchi di aviazione e prese l'effettiva direzione dell'operazione.
La zona dell'oasi venne avvistata dagli aerei il mattino del giorno 18, e risultò la presenza di gruppi nomadi, accampamenti e cammelli nei pressi di El Giof; nel restante delle oasi tutto sembrava pacifico e normale. A Cufra si ignorava ancora l'avvicinarsi della spedizione italiana; si pensava solo al gruppo sahariano della Tripolitania e si nutriva la speranza di respingerlo senza difficoltà coi 500 armati disponibili.
Verso le ore 10 del 19 gennaio un aereo segnalò circa 400 armati che, superato il margine nord dell'oasi di El-Hauuari, si dirigevano rapidamente contro la colonna Canapini, la quale, avvertita, assumeva formazione di combattimento. Si iniziò l'azione tattica, mentre il ten. colonnello Maletti prendeva la mehalla araba tra due fuochi. I ribelli, allargando l'ordinanza, tentarono una manovra avvolgente per le ali ma, ributtati dovunque con energici contrattacchi, subirono gravi perdite e dovettero cedere terreno, tramutando poi la ritirata in fuga disordinata verso El Tag ed El Giof. Quest'ultima località venne raggiunta alle 12,30 dalla squadriglia d'aviazione con otto apparecchi, che effettuarono sulle oasi un efficace bombardamento e un intenso mitragliamento. L'azione tattica era durata dalle 10 alla 13. La mehalla ribelle lasciò sul terreno un centinaio di morti, compresi alcuni Capi, 13 prigionieri, un centinaio di fucili e casse di munizioni. Gli italiani due ufficiali uccisi (ten. Helzel e ten. Pipitene), 2 ascari uccisi e 16 feriti.
Il 20 gennaio 1931 Cufra venne rioccupata dagli italiani; i ribelli si disperdevano verso il confine egiziano e verso il Tibesti come riportò il quotidiano britannico The Times circa 500 beduini privi di acqua si avventurarono nel deserto per sfuggire alla cattura. Venne subito ordinato che l'aviazione italiana li inseguisse ad ondate, e mentre il 3º gruppo sahariano della Tripolitania ripuliva l'oasi di El Giof, tre plotoni vennero lanciati all'inseguimento dei ribelli. Molti di coloro che si erano avventurati nel deserto furono trovati morti, circa 200 secondo la documentazione italiana, inoltre i senussi perdettero 150 fucili; vennero inoltre in potere degli italiani i depositi di armi e di munizioni di El Tag e di El Giof, 3 mitragliatrici e 3 cannoni.

### Conseguenze
Negli anni successivi gli italiani vi costruirono un piccolo aeroporto (poi Aeroporto di Cufra) ed un fortino (nel villaggio di al-Tag), che dominava l'area. L'aeroporto, dotato di un importante centro-radio per l'assistenza al volo, fu costruito presso l'oasi di Buma e fu spesso utilizzato come scalo nelle rotte per l'Asmara e l'Africa Orientale Italiana (AOI).
L'importanza di Cufra crebbe allo scoppio del conflitto quando, con la chiusura di Suez, i collegamenti con l'Africa Orientale Italiana (AOI) si fecero principalmente aerei, via appunto questo scalo ed il suo potente radiogoniometro.
Nella fase iniziale della campagna del Nordafrica, le truppe della Francia libera guidate dal colonnello Philippe Leclerc avanzarono attraverso il deserto dal Ciad e conquistarono l'oasi di Cufra il 1º marzo 1941.